# Przemysław Nowogórski
Przemysław Nowogórski (ur. 1964) – polski archeolog, doktor nauk humanistycznych, urzędnik państwowy, od 1 stycznia 2009 do 15 lipca 2010 pełnił funkcję dyrektora muzeum Łazienki Królewskie w Warszawie.

## Życiorys
Studiował na Akademii Teologii Katolickiej w Warszawie i w czerwcu 1989 uzyskał tytuł magistra archeologii. W 1999 uzyskał stopień doktora nauk humanistycznych w zakresie historii na Wydziale Nauk Historycznych i Społecznych Uniwersytetu Kardynała Stefana Wyszyńskiego w Warszawie za pracę pt. Zespoły przysynygogalne w Palestynie w III-VII wieku (w świetle archeologii).
W latach 2007–2008 dyrektor Departamentu Dziedzictwa Narodowego w Ministerstwie Kultury i Dziedzictwa Narodowego. Od 1 października 2008 r. do 2009 r. pełnił funkcję Dyrektora Instytutu Historii Sztuki Uniwersytetu Kardynała Stefana Wyszyńskiego w Warszawie. Wykładowca historii sztuki starożytnej basenu Morza Śródziemnego, tradycji antycznej i orientalnej w sztuce europejskiej oraz muzeologii.